# 相對強弱指數
相對強弱指數，是一個藉由比較價格升降運動，以表達價格強度的技術分析工具；它是以動量為基礎的振盪指標，用來測量價格動向的快慢(速度)和變化(幅度)。以RSI之高低來決定買賣時機是根據漲久必跌，跌久必漲之原則。以RSI作為買賣研判時，通常會設定區域界線。
RSI是在1978年6月由美國機械工程師小J·威列斯·威爾德提出的技術分析方法，發表在美國《Commodities》雜誌中（現為《Futures》雜誌），並收錄於同年推出的《New Concepts in Technical Trading Systems》書中。相比起其他分析工具，RSI是其中一種較容易向大眾傳譯的計量工具，故甫推出便大受歡迎。
「相對強弱」亦可用作比較某證券與整個市場或整個產業的強度，例如，股票甲在某天上升百分之二，同日市場僅上升百分之一，這種比較通常被稱為「相對強弱比較」（Relative Strength comparative，簡稱）。一般情況下，RSP之量度方法及用途與RSI毫無關連。

## 計算方法
- 設每天向上變動為U，向下變動為D。

在價格上升的日子：
U ＝ 是日收市價 － 昨日收市價；D ＝ 0
在價格下跌的日子：
U ＝ 0；D ＝ 昨日收市價 － 是日收市價
（任何情況下，U及D皆不可能為負數；若兩天價格相同，則U及D皆等於零。）
- U及D的平均值皆需用上「指數移動平均法」（在n日內）。所謂「相對強度」，即U平均值及D平均值的比例：

{\displaystyle RS={\frac {EMA_{(U,n)}}{EMA_{(D,n)}}}}
{\displaystyle RSI=\left(1-{\frac {1}{1+RS}}\right)\cdot 100\%}
【註】

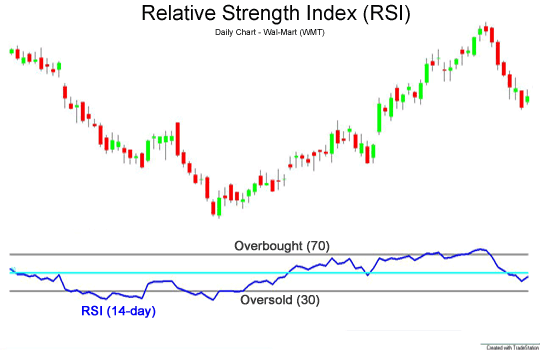
上圖為K線圖，下圖為14日的RSI，其中
超買區（Overbought Zone）設為70以上；
超賣區（Oversold Zone）設為30以下。

1. RS：相對強度（Relative Strength）；
2. RSI: 相對強弱指數（Relative Strength Index）；
3. {\displaystyle {\begin{smallmatrix}EMA_{(U,n)}\end{smallmatrix}}}：U在n日內的指數平均值；
4. {\displaystyle {\begin{smallmatrix}EMA_{(D,n)}\end{smallmatrix}}}：D在n日內的指數平均值。

相對強弱指數亦可直接由下式得出：
{\displaystyle RSI={\frac {EMA_{(U,n)}}{EMA_{(U,n)}+EMA_{(D,n)}}}\times 100\%}
- 在指數移動平均理論中，U及D的平均值應由過去無限個數據計算而成。為了增加指數的可靠性，我們必須找尋足夠舊數據，或直接從價格存在的首日起，開始計算出n日內「簡單移動平均值」：

{\displaystyle AvgU_{initial}={\frac {U_{1}+U_{2}+\cdots +U_{n}}{n}}}
並在隨後使用指數移動平均法：
{\displaystyle AvgU_{today}=\alpha \times U_{today}+(1-\alpha )\times AvgU_{yesterday}}
【註】
1. {\displaystyle \alpha ={\frac {1}{n}}}
2. 初始值 {\displaystyle AvgU_{yesterday}=AvgU_{initial}}
3. D平均值的計算方法亦相若

## 計算結果的意義
根據威爾德的測量結果，當n=14時，指數最具代表性。他指出當某證券的RSI升至70時，代表該證券已被超買（Overbought），投資者應考慮出售該證券。相反，當證券RSI跌至30時，代表證券被超賣（Oversold），投資者應購入該證券。
當某證券的價格變動傾向（上升或下跌）越趨極端，價格變動逆轉的可能性將越大。當RSI達80或20時，證券已被嚴重超買或超賣，投資者此時更應小心留意此類證券。然而，當該衍生工具市場處於利市狀態（即牛市），嚴重超買或超賣的數值應被適當地向上調升，反之亦然。
在證券市場中，大幅波動對RSI有相當程度的影響，但這可能是錯誤的買賣訊號，投資者應配合其他技術分析指標以發揮相對強弱指數的功用。

## 卡特勒相對強弱指數
卡特勒相對強弱指數（Culter's RSI）摒棄了繁瑣的指數移動平均法，改用簡單移動平均法來計算出U及D的平均值，而兩種方法所計算出的結果差別並不顯著，因此為較多人所採用。
{\displaystyle RS={\frac {SMA_{(U,n)}}{SMA_{(D,n)}}}\qquad RSI=\left(1-{\frac {1}{1+RS}}\right)\times 100\%}
或者
{\displaystyle RSI={\frac {SMA_{(U,n)}}{SMA_{(U,n)}+SMA_{(D,n)}}}\times 100\%}

## 資料來源
1. ↑  謝劍平. . : 277. ISBN 978-957-43-1484-3.

### 相關書目
- New Concepts in Technical Trading Systems by J. Welles Wilder, ISBN 0-89459-027-8

## 外部連結
- 金融小百科 - RSI （页面存档备份，存于）